# Darkside of the Sun
Darkside of the Sun è una raccolta dei Tokio Hotel, pubblicata solo in Giappone dopo il successo commerciale del brano omonimo (appunto Darkside of the Sun, dall'album Humanoid del 2009) nella terra del Sol Levante.

## Descrizione
L'album è composto da brani originariamente tratti dai due precedenti album in studio del gruppo, cioè Scream (2007) e Humanoid (2009).
L'album è stato commercializzato anche in edizione deluxe, che comprende anche brani dall'album dal vivo Humanoid City Live e dal maxi singolo Ready, Set, Go!, oltre a un DVD contenente otto videoclip della band (6 in inglese e 2 in tedesco), cinque episodi della Tokio Hotel TV e un'intervista con i componenti del gruppo.

## Tracce
1. Noise – 3:53 (Bill Kaulitz, Tom Kaulitz)
2. Darkside of the Sun – 3:52 (Bill Kaulitz, Tom Kaulitz)
3. World Behind My Wall – 4:15 (Bill Kaulitz, Tom Kaulitz)
4. Ready, Set, Go! – 3:34 (Bill Kaulitz, Dave Roth, Patrick Benzner, David Jost, Peter Hoffmann)
5. Monsoon – 4:01 (Bill Kaulitz, Dave Roth, Patrick Benzner, David Jost, Peter Hoffmann)
6. Scream – 3:21 (Dave Roth, David Jost)
7. Forever Now – 3:37 (Bill Kaulitz, Tom Kaulitz)
8. Automatic – 3:16 (Bill Kaulitz, Tom Kaulitz)
9. Humanoid – 3:45 (Bill Kaulitz, Tom Kaulitz)
10. Break Away – 3:24 (Bill Kaulitz, Dave Roth, Patrick Benzner, David Jost, Peter Hoffmann)
11. Phantomrider – 4:29 (Bill Kaulitz, Tom Kaulitz)
12. Dogs Unleashed – 3:41 (Bill Kaulitz, Tom Kaulitz)
13. By Your Side – 4:24 (Bill Kaulitz, Dave Roth, Patrick Benzner, David Jost, Peter Hoffmann)